# Patrick Diaiké
Patrick Diaiké (25 maggio 1980) è un calciatore francese, centrocampista del Le Mont-Dore.

## Carriera

### Club
Dal 2006 gioca nella squadra neocaledoniana del Le Mont-Dore.

### Nazionale
Dal 2007 gioca con la Nazionale di calcio della Nuova Caledonia, dove in 17 presenze, ha segnato anche un gol.